# Istočna Ilidža
Istočna Ilidža är en kommun i Bosnien och Hercegovina.   Den ligger i entiteten Republika Srpska, i den centrala delen av landet, 7 km söder om huvudstaden Sarajevo.